# Eric Deflandre
Éric Deflandre (Rocourt, 2 augustus 1973) is een voormalig Belgisch voetballer. Hij speelde als rechtsachter. Deflandre is een 57-voudig Belgisch voetbalinternational en speelde als laatste bij het Belgische FC Luik. Daarna ging hij als trainer aan de slag.

## Clubcarrière
Van 1991 tot 1995 speelde hij bij FC Luik, van 1995 tot 1996 bij Germinal Ekeren. Daarna speelde hij voor Club Brugge tot in 2000 toen hij voor 4 jaar bij Olympique Lyon ging spelen. Vanaf 2004 speelde hij terug in België bij Standard Luik. Op het einde van het seizoen 2006-2007 kon hij niet langer bij deze club blijven. Hij tekende op 14 juni 2007 bij FC Brussels. Halfweg januari 2008 ruilde hij Brussels al in voor FCV Dender EH. Op 25 juni 2009 ruilde hij FCV Dender in voor K. Lierse SK waar hij een contract van één jaar kreeg. In de seizoenen 2010/11 en 2012/13 speelde hij voor de club waar het voor hem allemaal begon: FC Luik. In 2010/11 zakte hij met die club van Derde Klasse B naar Vierde Klasse D.

## Interlandcarrière
Deflandre was lang vaste waarde als rechtsback bij de Rode Duivels, ondanks concurrentie van onder anderen Régis Genaux, Bertrand Crasson en Jacky Peeters. Hij maakte zijn debuut voor de Rode Duivels op 14 december 1996 in het WK-kwalificatieduel tegen Nederland, dat op eigen veld met 3-0 verloren ging door treffers van Dennis Bergkamp, Clarence Seedorf en Wim Jonk. Deflandre begon in dat duel als basisspeler, maar moest na 75 minuten plaatsmaken voor Nordin Jbari. In de groepsfase van het EK 2000 werd Deflandre in de slotminuten de doelman van de Belgische ploeg na een rode kaart voor Filip De Wilde.

## Statistieken
| seizoen | club            | land      | competitie      | wed. | goals |
| ------- | --------------- | --------- | --------------- | ---- | ----- |
| 1991/92 | FC Luik         | België    | Eerste Klasse   | 1    | 0     |
| 1992/93 | FC Luik         | België    | Eerste Klasse   | 34   | 0     |
| 1993/94 | FC Luik         | België    | Eerste Klasse   | 24   | 1     |
| 1994/95 | FC Luik         | België    | Eerste Klasse   | 34   | 0     |
| 1995/96 | Germinal Ekeren | België    | Eerste Klasse   | 32   | 2     |
| 1996/97 | Club Brugge     | België    | Eerste Klasse   | 28   | 0     |
| 1997/98 | Club Brugge     | België    | Eerste Klasse   | 29   | 0     |
| 1998/99 | Club Brugge     | België    | Eerste Klasse   | 33   | 1     |
| 1999/00 | Club Brugge     | België    | Eerste Klasse   | 27   | 0     |
| 2000/01 | Olympique Lyon  | Frankrijk | Ligue 1         | 21   | 0     |
| 2001/02 | Olympique Lyon  | Frankrijk | Ligue 1         | 21   | 0     |
| 2002/03 | Olympique Lyon  | Frankrijk | Ligue 1         | 22   | 0     |
| 2003/04 | Olympique Lyon  | Frankrijk | Ligue 1         | 27   | 0     |
| 2004/05 | Standard Luik   | België    | Jupiler League  | 27   | 1     |
| 2005/06 | Standard Luik   | België    | Jupiler League  | 28   | 0     |
| 2006/07 | Standard Luik   | België    | Jupiler League  | 20   | 0     |
| 2007/08 | FC Brussels     | België    | Jupiler League  | 14   | 0     |
| 2007/08 | FCV Dender EH   | België    | Jupiler League  | 11   | 0     |
| 2008/09 | FCV Dender EH   | België    | Jupiler League  | 24   | 0     |
| 2009/10 | Lierse SK       | België    | Exqi League     | 21   | 0     |
| 2010/11 | FC Luik         | België    | Derde Klasse B  | 25   | 0     |
| 2011/12 | FC Luik         | België    | Vierde Klasse D | 27   | 0     |
| Totaal  | Totaal          | Totaal    | Totaal          | 502  | 5     |

## Trainerscarrière
Van 2012 tot oktober 2021 had Deflandre verschillende trainersfuncties bij Standard Luik. In de zomer van 2015 werd Deflandre, die in de drie voorgaande jaren voor de jeugdacademie van Standard had gewerkt, aangesteld als assistent van hoofdtrainer Slavoljub Muslin. Na diens vroegtijdige ontslag fungeerde Deflandre op 30 augustus 2015 als interimtrainer tegen Club Brugge. Onder zijn leiding liep Standard een zware 7-1-nederlaag op in het Jan Breydelstadion. Nadien werd Deflandre weer assistent onder de nieuwe hoofdtrainer Yannick Ferrera. In de daaropvolgende jaren diende hij ook onder trainers als Aleksandar Janković, Ricardo Sá Pinto, Michel Preud'homme, Philippe Montanier en Mbaye Leye. Na het ontslag van laatstgenoemde in oktober 2021 kreeg ook Deflandre de bons bij Standard.
In maart 2022 kreeg Deflandre een plek in de technische staf van Gaëtan Englebert, die naast sportief directeur van FC Luik ook hoofdtrainer van de club werd. In mei 2022 grepen de Luikenaars net naast promotie naar Eerste klasse B, een jaar later slaagde de vijfvoudige landskampioen er wél in om voor het eerst sinds 2010 terug te keren naar het tweede niveau in België.